# Liste des épisodes de Nana
 (novembre 2012).
Si vous disposez d'ouvrages ou d'articles de référence ou si vous connaissez des sites web de qualité traitant du thème abordé ici, merci de compléter l'article en donnant les références utiles à sa vérifiabilité et en les liant à la section « Notes et références ».
Cet article présente la liste des épisodes de la série animée Nana, tirée du manga d'Ai Yazawa.
L'anime, qui se compose de 47 épisodes (dont la fin pourrait s'assimiler à la moitié du volume 12 du manga) auxquels s'ajoutent trois épisodes spéciaux (11.5, 21.5 et 36.5), a été produit au Japon par les studios Madhouse et est édité en France par Kazé.

## Synopsis
Dans le Japon contemporain, deux jeunes femmes se rencontrent dans le train les conduisant à Tōkyō. L'une va rejoindre son petit ami, l'autre veut devenir chanteuse professionnelle, mais quelque part, elle est également à la poursuite de son petit ami parti pour faire carrière dans la musique deux ans plus tôt. Leur destination n'est pas leur seul point commun, ce qu'elles découvrent en discutant de tout et de rien pendant un arrêt inopiné du train (bloqué par la neige). Elles ont le même âge (20 ans), mais aussi le même prénom : Nana. 
Elles se séparent finalement à la descente du train sans s'échanger leurs coordonnées… pour se retrouver par hasard, alors qu'elles cherchent toutes les deux un appartement. Trouvant avantageux de partager les frais de loyer, elles décident d'en louer un ensemble, l'appartement 707 (c'est une autre coïncidence, car leur prénom, Nana, signifie aussi le chiffre 7).
Aussi différentes d'apparence que de caractère, Nana Ōsaki et Nana Komatsu se complètent pourtant, se soutenant mutuellement à travers les différentes épreuves qu'elles vont vivre.

## Doublage
| Personnages          | Personnages          | Voix japonaises    | Voix françaises   |
| -------------------- | -------------------- | ------------------ | ----------------- |
| Nana Osaki           | voix                 | Romi Paku          | Claudine Grémy    |
| Nana Osaki           | chant                | Anna Tsuchiya      | Anna Tsuchiya     |
| Nana "Hachi" Komatsu | Nana "Hachi" Komatsu | Kaori              | Pascale Chemin    |
| Ren                  | Ren                  | Hidenobu Kiuchi    | Renaud Heine      |
| Yasu                 | Yasu                 | Yoshihisa Kawahara | Antoine Tomé      |
| Nobu                 | Nobu                 | Tomokazu Seki      | Fabrice Lelyon    |
| Shin                 | Shin                 | Akira Ishida       | François Creton   |
| Reira                | voix                 | Aya Hirano         | Olivia Dutron     |
| Reira                | chant                | Olivia Lufkin      | Olivia Lufkin     |
| Takumi               | Takumi               | Toshiyuki Morikawa |                   |
| Naoki                | Naoki                | Anri Katsu         | Vincent de Bouard |
| Misato               | Misato               | Mika Kanai         | Isabelle Volpe    |
| Shoji                | Shoji                | Hiroki Takahashi   | Nicolas Beaucaire |
| Sachiko              | Sachiko              | Megumi Kojima      | Isabelle Volpe    |
| Junko                | Junko                | Takako Honda       | Susan Sindberg    |
| Kyosuke              | Kyosuke              | Junichi Suwabe     | Patrick Pellegrin |

## Musique
- Génériques de début (Opening)

1. Rose (épisodes 01 à 21, et ending spécial épisode 9) par Anna Tsuchiya inspiré par Nana (Black Stones)
2. Wish (épisodes 22 à 36) par Olivia inspiré par Reira (Trapnest)
3. Lucy (épisodes 37 à 47) par Anna Tsuchiya inspiré par Nana (Black Stones)

- Génériques de fin (Ending)

1. A little pain (épisodes 01 à 8, puis 10 à 18, et 41) par Olivia inspiré par Reira (Trapnest)
2. Starless night (épisodes 19 à 29, et 42) par Olivia inspi' Reira (Trapnest)
3. Kuroi namida (黒い涙) (épisodes 30 à 40, et 47) par Anna Tsuchiya inspiré par Nana (Black Stones)
4. Winter sleep (épisodes 43 et 44) par Olivia inspiré par Reira (Trapnest)
5. Stand by me (épisodes 45 et 46) par Anna Tsuchiya inspiré par Nana (Black Stones)

## Épisodes
En France, les épisodes n'ont pas de titre spécifiques. Les titres figurant ici sont des traductions.
| No   | Titre français                                                                                      | Titre japonais         | Titre japonais                      | Date de 1re diffusion |
| No   | Titre français                                                                                      | Kanji                  | Rōmaji                              | Date de 1re diffusion |
| ---- | --------------------------------------------------------------------------------------------------- | ---------------------- | ----------------------------------- | --------------------- |
| 1    | Prologue: Nana et NANA                                                                              | 序章. 奈々とナナ       | Joshō. Nana to NANA                 | 5 avril 2006          |
| 2    | Amour ? Amitié ? Nana et Shōji                                                                      | 恋?友情?奈々と章司     | Koi? Yūjō? Nana to Shōji            | 12 avril 2006         |
| 3    | Nana et Shoji, là où est l'Amour                                                                    | 奈々と章司、恋の行方   | Nana to Shōji, koi no yukue         | 19 avril 2006         |
| 4    | L'amour de Nana, le rêve de NANA                                                                    | 奈々の恋、ナナの夢     | Nana no koi, NANA no yume           | 26 avril 2006         |
| 5    | Le rêve de Ren, les pensées de NANA                                                                 | レンの夢、ナナの思い   | Ren no yume, NANA no omoi           | 3 mai 2006            |
| 6    | Il neige à Tokyo ! Nana et NANA                                                                     | 雪の上京!奈々とナナ    | Yuki no jōkyō! Nana to NANA         | 10 mai 2006           |
| 7    | Yasu apparaît ! Appartement N°. 707                                                                 | ヤス登場!707号室       | Yasu toujō! 707 gō shitsu           | 17 mai 2006           |
| 8    | Verre de fraises et fleur de Ren-Lotus                                                              | いちごグラスと蓮の花   | Ichigo GURASU to Ren no hana        | 24 mai 2006           |
| 9    | Nobu arrive à Tokyo ! La chanson de NANA                                                            | ノブ上京!ナナの歌      | Nobu jōkyō! NANA no uta             | 31 mai 2006           |
| 10   | Le beau jeune Shin apparaît !                                                                       | 美少年シン登場!        | Bishōnen Shin tōjō!                 | 7 juin 2006           |
| 11   | Sachiko, est-ce fait exprès ?                                                                       | 幸子、わざとだよ?      | Sachiko, wazato da yo?              | 14 juin 2006          |
| 11.5 | La pièce de Junko: De la rencontre des 2 NANA à maintenant                                          |                        |                                     | 21 juin 2006          |
| 12   | Approche urgente ! Shōji et Sachiko                                                                 | 急接近!章司と幸子      | Kyū sekkin! Shōji to Sachiko        | 28 juin 2006          |
| 13   | Les larmes de Sachiko, la détermination de Shōji                                                    | 幸子の涙、章司の決心   | Sachiko no namida, Shōji no kesshin | 5 juillet 2006        |
| 14   | Restaurant familial de Shuraba                                                                      | 修羅場のファミレス     | Shuraba no FAMIRESU                 | 12 juillet 2006       |
| 15   | Blast, premier Live, premier concert                                                                | ブラスト、初ライブ     | BURASUTO, hatsu RAIBU               | 19 juillet 2006       |
| 16   | Là où se trouve l'amour de NANA                                                                     | ナナの恋の行方         | NANA no koi no yukue                | 26 juillet 2006       |
| 17   | Trapnest, Live                                                                                      | トラネス、ライヴ       | TORANESU, RAIBU                     | 2 août 2006           |
| 18   | La prière d'Hachi, les pensées de Nana                                                              | ハチの祈り、ナナの想い | Hachi no inori, NANA no omoi        | 9 août 2006           |
| 19   | Le prix de Nana                                                                                     | ナナのごほうび         | NANA no gohōbi                      | 16 août 2006          |
| 20   | Développement soudain ! Le destin d'Hachi                                                           | 急展開!ハチの運命      | Kyū tenkai! Hachi no unmei          | 23 août 2006          |
| 21   | Rêve d'une suite d'hôtel                                                                            | スイートルームの夢     | SUIITO RŪM no yume                  | 30 août 2006          |
| 21.5 | La pièce de Junko: De la tromperie de Shōji, au concert de Trapnest avec Ren et l'arrivée de Takumi |                        |                                     | 6 septembre 2006      |
| 22   | Vœu du 7 juillet pour Tanabata, l'amour d'Hachi                                                     | 七夕の願い、ハチの恋   | Tanabata no negai, Hachi no koi     | 13 septembre 2006     |
| 23   | Je ne veux délaisser personne                                                                       | 誰にも渡したくない     | Dare ni mo watashitakunai           | 20 septembre 2006     |
| 24   | Le cœur confus d'Hachi                                                                              | 乱れるハチの心         | Midareru Hachi no kokoro            | 27 septembre 2006     |
| 25   | Un homme capricieux et égoïste                                                                      | 気まぐれで勝手な男     | Kimagure de katte na otoko          | 1er octobre 2006      |
| 26   | Le passage d'Hachi et NANA                                                                          | すれちがうハチとナナ   | Surechigau Hachi to NANA            | 10 octobre 2006       |
| 27   | Le futur désiré d'Hachi                                                                             | ハチの欲しい未来       | Hachi no hoshii mirai               | 18 octobre 2006       |
| 28   | Hachi et Nobu, intimité soudaine                                                                    | ハチとノブ、急接近     | Hachi to Nobu, Kyū Sekkin           | 25 octobre 2006       |
| 29   | Le problème pour s'exprimer en amour                                                                | 愛情表現の問題         | Aijō hyōgen no mondai               | 1er novembre 2006     |
| 30   | Dépression, le cœur de NANA en panne                                                                | 決壊ギリギリ、ナナの心 | Kekkai girigiri, NANA no kokoro     | 8 novembre 2006       |
| 31   | L'enfant d'Hachi, grossesse                                                                         | ハチ子、妊娠           | Hachiko, ninshin                    | 15 novembre 2006      |
| 32   | Ne pas séparer les mains jointes                                                                    | 繋いだ手を離さないで   | Tsunaida te o hanasanai de          | 20 novembre 2006      |
| 33   | Le choix d'Hachi                                                                                    | ハチの選択             | Hachi no sentaku                    | 29 novembre 2006      |
| 34   | Le verre de fraises cassé                                                                           | 割れたいちごのグラス   | Wareta ichigo no GURASU             | 6 décembre 2006       |
| 35   | La solitude de Reira                                                                                | レイラの孤独           | Reira no kodoku                     | 13 décembre 2006      |
| 36   | La nouvelle chanson des Blast !!                                                                    | ブラスト新曲!!         | BURASUTO shinkyoku!!                | 20 décembre 2006      |
| 36.5 | La pièce de Junko: Du doute d'Hachi, à la nouvelle vie des Blast                                    |                        |                                     | 10 janvier 2007       |
| 37   | Hachi, femme au foyer de premier ordre                                                              | ハチ、シロガネーゼ     | Hachi, shiroganeeze                 | 17 janvier 2007       |
| 38   | L'amorce du destin                                                                                  | 運命の引き金           | Unmei no hikigane                   | 24 janvier 2007       |
| 39   | Regarde, Hachiko                                                                                    | ハチ公、見てろよ       | Hachiko, mitero yo                  | 31 janvier 2007       |
| 40   | Blast, Début!                                                                                       | ブラスト、デビュー!    | BURASUTO, DEBYŪ!                    | 7 février 2007        |
| 41   | Blast logeant ensemble                                                                              | ブラスト合宿           | BURASUTO gasshuku                   | 14 février 2007       |
| 42   | NANA, crise soudaine                                                                                | ナナ、突然の発作       | NANA, totsuzen no hossa             | 21 février 2007       |
| 43   | Blast, Guerre en Live                                                                               | ブラスト、ゲリラライブ | BURASUTO, GURIRA RAIBU              | 28 février 2007       |
| 44   | Blast VS Trapnest                                                                                   | ブラストVSトラネス     | BURASUTO VS TORANESU                | 7 mars 2007           |
| 45   | La première apparition TV des Blast                                                                 | ブラストTV初出演       | BURASUTO TV hatsu shutsuen          | 14 mars 2007          |
| 46   | Retrouvailles ! Hachi et Shōji                                                                      | 再会!ハチと章司        | Saikai! Hachi to Shōji              | 21 mars 2007          |
| 47   | Le tirage des feux d'artifice, Hachi et NANA                                                        | 花火大会、ハチとナナ   | Hanabi taikai, Hachi to NANA        | 28 mars 2007          |

Peu après la fin de la série, le directeur des studios Madhouse ainsi que les éditeurs du manga ont précisé qu'il y aurait sans doute le développement d'une seconde saison lorsque le manga sera terminé. 
Or, à ce jour, il ne l'est toujours pas, Ai Yazawa ayant été à l'hôpital pendant un long moment.
Il se peut donc qu'il n'y aura sans doute pas d'autres saisons de NANA.